# Volvo 9700
Volvo 9700 je řada dálkových a zájezdových autobusů vyráběných společností Volvo Buses od roku 2001, kdy nahradila modely Carrus Star a Vector/Regal. Je vyráběna ve třech výškových verzích: 9700S (3,42 m), 9700H (3,61 m) a 9700HD (3,73 m), přičemž model 9700S je dostupný pouze v severských státech. Řada 9700 rovněž disponuje několika délkovými verzemi od 10,3 m po 15 m. Odvozená levnější varianta je označena řadou 9500, existuje i luxusnější model, řada 9900.
Produkce první generace řady 9700 probíhala mezi lety 2001 a 2007, druhá generace byla vyráběna v letech 2006–2013. Od roku 2012 je vyráběna třetí generace.